# Rio Una (Pernambuco)
Rio Una, passando por Altinho
O rio Una é um curso de água cuja nascente está situada no município de Capoeiras em Pernambuco, no Brasil.

## Topônimo
Segundo o tupinólogo Eduardo Navarro, una em tupi significa "preto, escuro".

## Bacia hidrográfica

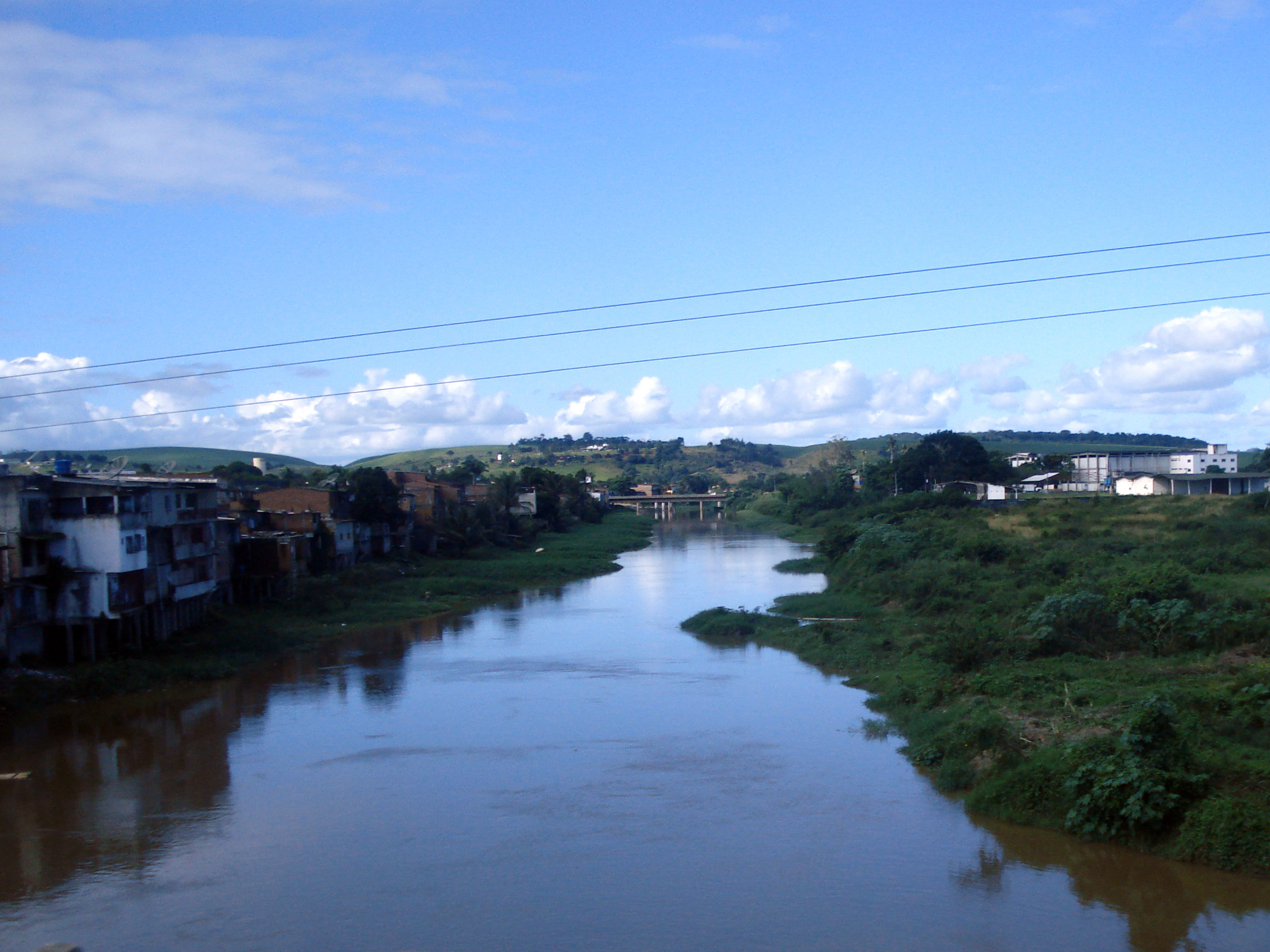
Rio Una na altura do município de Palmares, no estado de Pernambuco, no Brasil.

A bacia hidrográfica do Una assemelha-se a um grande losango recortado no sentido oeste-leste, sendo que seus eixos principal e secundário medem, respectivamente, cerca de 240 e 70 quilômetros.
A bacia do rio Una limita-se ao norte, com as bacias dos rios Ipojuca e Sirinhaém, e o grupo de bacias de pequenos rios litorâneos 4; ao sul, com a bacia do rio Mundaú, o Estado de Alagoas, o grupo de bacias de pequenos rios litorâneos 5 e o grupo de bacias de pequenos rios interiores 1; a leste, com o Oceano Atlântico, a bacia do rio Sirinhaém e, a oeste, com as bacias dos rios Ipojuca e Ipanema.

### Rio Una
O rio Una nasce na cidade de Capoeiras, no agreste de Pernambuco, a uma altitude de 900 metros em relação ao nível do mar. Corre aproximadamente 255 quilômetros e cai no Oceano Atlântico, em um local denominado Várzea do Una, no município de São José da Coroa Grande, ainda no estado de Pernambuco. Sua bacia está localizada no limite sul do litoral de Pernambuco, entre 8º17'14" e 8º55'28" de latitude S e 35º07'48" e 36º42'10" de longitude O.
Drena, ao longo de seu curso, a partir da nascente, as cidades de São Bento do Una, Cachoeirinha, Altinho, Palmares, Água Preta, Barreiros e áreas dos municípios de Agrestina, São Joaquim do Monte, Belém de Maria, Bonito e Catende.
O seu escoamento é intermitente até as proximidades da cidade de Altinho. A partir daí, se torna perene face ao aumento dos índices pluviométricos da região.
O Una corta o município dos Palmares na direção oeste-leste até a Fazenda Couceiro, onde toma a direção sul até encontrar a sede do município, tomando novamente a direção leste até os limites de Água Preta, onde forma a cachoeira dos Martins. O principal tributário é o rio Piranji, situado à margem direita.

### Outros rios
O Rio Piranji tem início no povoado de Pau Ferro em Quipapá, a uma altitude aproximada de 600 metros, drenando, ao longo dos seus 72 quilômetros de extensão, áreas dos municípios de Quipapá, São Benedito do Sul, Maraial, Jaqueira, Catende, Palmares e desaguando no rio Una 3 quilômetros a montante da cidade dos Palmares.
Além do Piranji, destacam-se alguns cursos de água tributários do Una, sendo os mais importantes: o rio Camevou, que faz os limites naturais com o município do Bonito (Pernambuco); o rio Verde; e o rio Preto, afluentes da margem esquerda ao norte do município. Pela margem direita, destacam-se o rio Parnaso e o riacho dos Cachorros, este último de grande importância face à sua condição essencial para o sistema de abastecimento de água para a sede do município.
Outros afluentes do rio Una são o riacho Quatis, rio da Chata, rio Jacuípe e rio Caraçu, pela margem direita. Na margem esquerda, destacam-se o riacho Riachão, riacho Mentirosas, riacho do Sapo, e rio Preto.
O rio Jacuípe faz a divisa entre os estados de Pernambuco e Alagoas.

### Municípios banhados
A bacia banha 42 municípios. Destes, 11 estão totalmente inseridos: Belém de Maria, Catende, Cupira, Ibirajuba, Jaqueira, Lagoa dos Gatos, Maraial, Palmares, Panelas, São Benedito do Sul e Xexéu. Estão parcialmente inseridos 16 municípios: Barra de Guabiraba, Bezerros, Caetés (Pernambuco), Camocim de São Félix, Canhotinho, Caruaru, Gameleira, Joaquim Nabuco (Pernambuco), Pesqueira, Rio Formoso, Sanharó, São Caetano (Pernambuco), São José da Coroa Grande, Tacaimbó, Tamandaré e Venturosa. A sede de 15 municípios está inserida na bacia: Água Preta, Agrestina, Altinho, Barreiros, Bonito (Pernambuco), Cachoeirinha (Pernambuco), Calçado (Pernambuco), Capoeiras, Jucati, Jupi, Jurema (Pernambuco), Lajedo (Pernambuco), Quipapá, São Bento do Una e São Joaquim do Monte.

## Importância da bacia hidrográfica

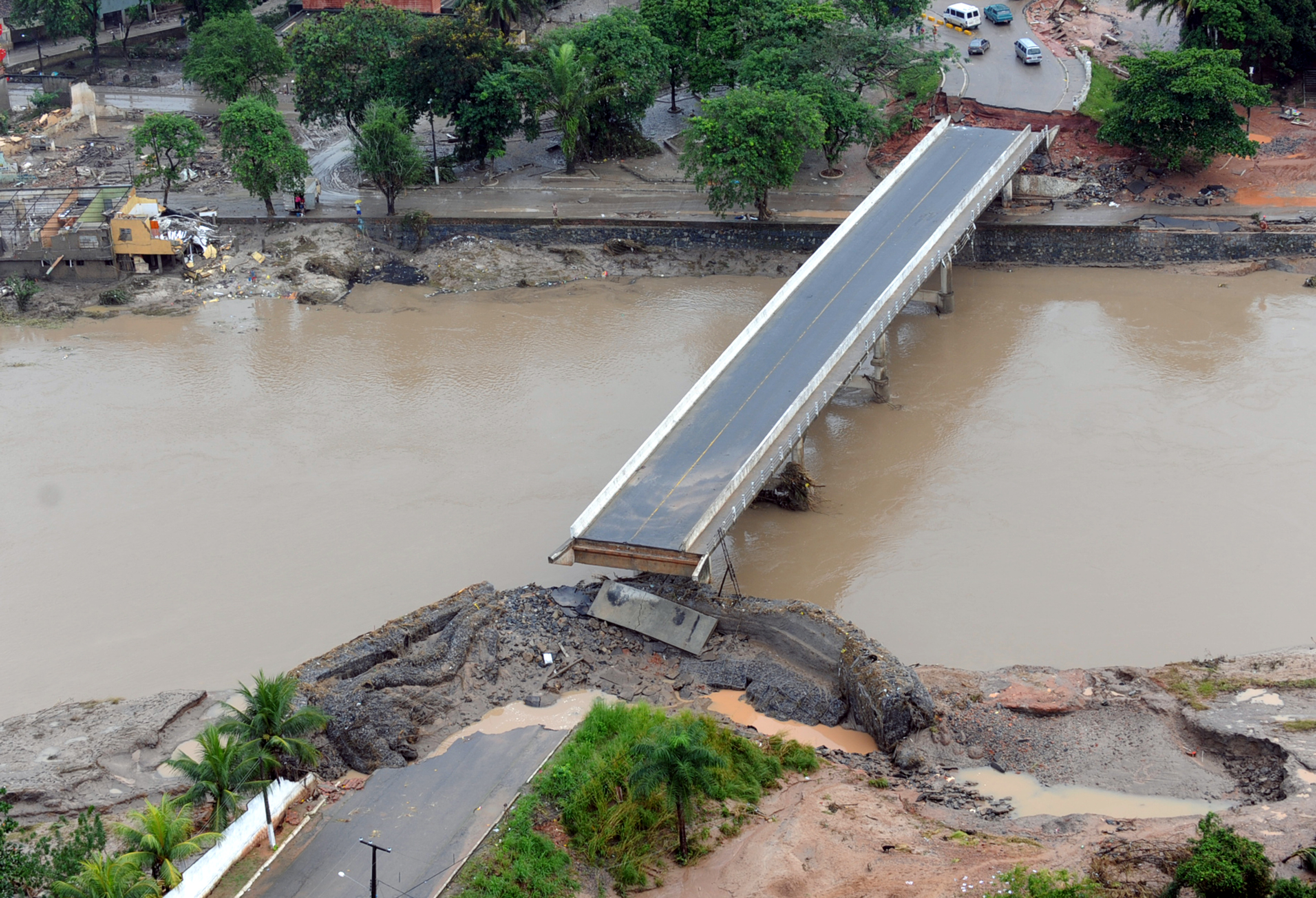
A queda de pontes como esta em Palmares foi uma das consequências das enchentes de 2010.

Esses cursos de água foram, no passado, em sua maioria, caminhos de penetração no município e até mesmo no interior do Estado. Ademais, esses cursos destacam-se mais pela importância das indústrias localizadas em suas bacias do que pela sua extensão. A utilização desses rios como fonte de abastecimento de água tem sido prejudicada pelo despejo de caldas provenientes das usinas de açúcar, outro resíduos industriais e esgotos doméstico e hospitalar.

## Enchentes de 2010
O rio sofre anualmente com as enchentes no período de chuvas. Em 2010, várias cidades registraram níveis que foram considerados os maiores da história. Palmares, Catende, Água Preta e Barreiros foram os municípios mais atingidos, sendo que em Palmares a BR-101 está interrompida por um período ainda desconhecido graças a queda de algumas pontes sobre o rio. São Bento do Una, Cachoeirinha , Altinho  e Batateira (distrito) registraram muitos estragos.